# Al Rangone
Al Rangone, nome d'arte di Roberto Rangone (Alessandria, 28 novembre 1943), è un musicista e cantautore italiano.
Dagli anni novanta è soprannominato 'il cantautore della musica da ballo'. Suona chitarra, Gilda, Preghiera, Vela bianca e Rumba sono le sue canzoni più conosciute.

## Biografia
Ha imparato a suonare la chitarra dal padre e già nel 1952, all'età di nove anni, si esibiva nella scuola elementare Carlo Zanzi e al cinema-teatro Vittoria del Cristo (quartiere di Alessandria).
Nel 1953, al Teatro Virginia Marini di Alessandria vince la selezione di Un microfono per voi, manifestazione canora presentata da Nunzio Filogamo, riuscendo così ad arrivare alla semifinale regionale di Torino.
A partire da quegli anni si esibisce in manifestazioni e spettacoli vari come cantante, interpretando ruoli comici, anche con altri artisti, in diverse località del Piemonte.
Nel 1959 entra a far parte di gruppi musicali e tre anni dopo diventa cantante e contrabbassista nel complesso Paolo Martino e i Filosofi. Inizia a incidere diversi dischi per la Casa discografica The Red Record.
Nel 1963 è finalista al concorso Voci Nuove di Castrocaro Terme in coppia con Gigliola Cinquetti; in seguito pubblica un 45 giri con la Dischi Ricordi, con Una volta in più (scritta da Alberto Testa ed Iller Pattacini).
Passato alla GTA Records per l'interessamento del maestro Gigi Cichellero, nel 1966 partecipa al Cantagiro con Figuratevi.
Dopo queste esperienze, si trasferisce in Spagna dove continua a fare il musicista ed il cantante.
Nei 13 anni che seguono ha esperienze artistiche con i migliori musicisti e cantanti internazionali. Lavora infatti con mostri sacri come Ray Charles e Frank Sinatra e soprattutto con Julio Iglesias che all'epoca muoveva i primi passi nel mondo della musica. È in quel periodo che nasce il soprannome "Al", un po' per nostalgia della sua città di origine (Alessandria), un po' per l'assonanza con Al Capone.
Tornato in Italia, dalla seconda metà degli anni ottanta si dedica al liscio, formando una propria orchestra. In questi anni incontra il concittadino Eugenio Del Sarto, che aveva già esperienze internazionali come autore e compositore, con il quale compone insieme Suona chitarra. Da allora la collaborazione non ha mai cessato di esistere.
Al Rangone comincia ad incidere vari album ottenendo riscontri positivi: le sue cassette e CD toccano dei picchi di vendita nell'ordine delle decine di migliaia di copie ma le classifiche ufficiali di vendita non tengono conto di questo mercato parallelo.
Il primo disco per la musica da ballo, inciso pochi mesi dopo il suo rientro dalla Spagna, contiene Suona chitarra e l'autobiografica Quell'uomo sono io, in seguito tutti i grandi nomi del ballo, da Franco Bagutti a Franco Bastelli, da Titti Bianchi a Patrizia, da Emilio Zilioli a Mauro Levrini hanno inciso canzoni di Rangone e Del Sarto.
Nel 1993 anche Nilla Pizzi ha voluto interpretare qualche loro canzone: Stornellante vagabondo, Melodia italiana, La nostra musica, la già citata Suona chitarra e soprattutto Vela bianca che, grazie anche ai numerosi passaggi televisivi Rai, diventa un grande successo della cantante emiliana e dà ai suoi autori ancora maggiore credibilità.
Nel 1995, per una serie di circostanze favorevoli ed anche grazie all'amico Angelo Zibetti, patron di Radio e Studio Zeta, Al Rangone approda alla casa discografica di Caterina Caselli, la Sugar.
Il lavoro della Sugar è servito moltissimo a consolidare la posizione di Al Rangone nell'ambito della musica da ballo con servizi giornalistici, interviste televisive importanti (Mixer) e ospitate in popolari talk-show (Tappeto Volante con Luciano Rispoli, Maurizio Costanzo Show con Maurizio Costanzo e Festa italiana con Caterina Balivo). Tutto questo ha permesso che i mass-media televisivi si accorgessero del mondo delle orchestre e della musica da ballo.
Un'occasione mancata è la partecipazione al Festival di Sanremo in coppia con Iva Zanicchi, con cui avrebbe dovuto presentare la canzone I ragazzi.
Nel corso degli anni Al Rangone ha collaborato, oltre che con Eugenio Del Sarto, anche con altri autori. Primi fra tutti Gianni Stellavato, Mauro Rota e Mario Zaniboni, i quali hanno fornito idee per canzoni quali I ragazzi, È la vita che va, L'isola, Che male fa, Dolce sentimento, Ma che bella è la vita e Onda latina.
Gilda (hollywoodiana signora) nasce invece da un'idea di Lucia Bui e Gigi Chiappin sempre in collaborazione con Del Sarto e con lo stesso Rangone.
Uno dei più importanti premi da lui ottenuti è L'Oscar Provinciale del Successo, riconoscimento proveniente dalla sua provincia.

## Discografia

### 45 giri
- 1964: Una volta in più/Alla fine (Dischi Ricordi, SRL 10 347)
- 1966: Molto meglio solo/Figuratevi (GTA Records, PON NP 40016)

### 33 giri
- 1984: Correre dietro al tempo....che come il vento ci porta via (Alpha Record)

### Compilation
- 8 giugno 1964: Parata d'estate (Dischi Ricordi, MRL 6038; Rangone è presente con Una volta in più)

### CD
- 1995: È la vita che va (Sugar)
- 1997: Al Rangone - i miei successi (Fonola Dischi)
- 2002: Mi scappa di cantare (Fonola Dischi)
- 2004: Canzoni per voi
- 2006: Gilda Preghiera e le altre (Bagutti)
- 2007: Canzone...va (Eurozeta)
- 2007: Dipendesse da me e le altre (Eurozeta)
- 2008: Non riesco più a non pensare a te (Eurozeta)
- 2009: Artista (Eurozeta)
- 2010: Donne (Bagutti)
- 2011: Nuda (Regno Unito)
- 2013: Tu sei nella mia mente (Regno Unito)
- 2015: La taverna dei poeti (Regno Unito)